# NGC 6688
NGC 6688 (другие обозначения — PGC 62242, UGC 11324, MCG 6-41-15, ZWG 201.27) — галактика в созвездии Лира.
Этот объект входит в число перечисленных в оригинальной редакции «Нового общего каталога».